# Auvilliers
Auvilliers település Franciaországban, Seine-Maritime megyében. Lakosainak száma 103 fő (2022. január 1.). Auvilliers Le Caule-Sainte-Beuve, Flamets-Frétils, Mortemer és Sainte-Beuve-en-Rivière községekkel határos.

## Népesség
A település népességének változása:
| Lakosok száma | 127  | 111  | 103  | 101  | 102  | 102  | 103  | 103  | 103  |
|               | 2013 | 2015 | 2016 | 2017 | 2018 | 2019 | 2020 | 2021 | 2022 |